# Nord-Est de Delhi
Le district Nord-Est de Delhi est un district de l'état de Delhi, en Inde.

## Géographie
Au recensement de 2011, sa population compte 2 241 624 habitants.